# Висядлув
Висядлув (пол. Wysiadłów) — село в Польщі, у гміні Вільчиці Сандомирського повіту Свентокшиського воєводства.
Населення — 243 особи (2011).
У 1975-1998 роках село належало до Тарнобжезького воєводства.

## Демографія
Демографічна структура на день 31 березня 2011 року:
|          | Загалом | Допрацездатний вік | Працездатний вік | Постпрацездатний вік |
| -------- | ------- | ------------------ | ---------------- | -------------------- |
| Чоловіки | 120     | 23                 | 86               | 11                   |
| Жінки    | 123     | 22                 | 78               | 23                   |
| Разом    | 243     | 45                 | 164              | 34                   |